# Huasco (província)
Huasco ou, na sua forma portuguesa, Guasco é uma província do Chile localizada na região de Atacama. Possui uma área de 19.066 km² e uma população de 66.491 habitantes (2002). Sua capital é a cidade de Vallenar. 

## Comunas
A província está dividida em 3 comunas: 
- Vallenar
- Freirina
- Huasco
- Alto del Carmen